# Eremophila latrobei
Eremophila latrobei är en flenörtsväxtart. Eremophila latrobei ingår i släktet Eremophila och familjen flenörtsväxter.

## Underarter
Arten delas in i följande underarter:
- E. l. glabra
- E. l. latrobei